# Acordos de Aruxa (Ruanda)
Os Acordos de Aruxa (também chamados de Acordo de Paz de Aruxa ou Negociações de Aruxa) foram uma série de cinco acordos (ou protocolos) assinados em Aruxa, Tanzânia em 4 de agosto de 1993, pelo governo de Ruanda e a força paramilitar rebelde Frente Patriótica Ruandesa (FPR), sobre mediação, para findar uma guerra de três anos: a Guerra Civil Ruandesa. Organizadas pelos Estados Unidos, França e a Organização da Unidade Africana, as negociações começaram em 12 de julho de 1992, e duraram até 24 de junho de 1993, com um acordo final durando uma semana, de 19 de junho a 25 de julho de 1993.

## Histórico
No dia 5 de abril de 1993, o Conselho de Segurança das Nações Unidas aprovou a resolução 872, intitulada "Missão de Assistência das Nações Unidas para Ruanda", a MIANUR. Seu principal objetivo era assegurar o fim dos combates por meio da assinatura do Acordo de Aruxa.
Para assegurar a diminuição da tensão entre hutus e tutsis, as Nações Unidas enviaram um efetivo de 2548 militares para Ruanda, sendo a maioria composta por belgas. O camaronês Jacques-Roger Booh-Booh era o encarregado da missão e o então Major-General Roméo Dallaire foi nomeado Comandante da força. Ele seria responsável por supervisionar a implementação do Acordo.
No entanto, alguns fatos eram estranhos à proposta de paz. Em 6 de janeiro de 1994, um DC-8 francês pousou no aeroporto da capital ruandense, Kigali, carregado com munições e armas destinadas às Forças Armadas Ruandesas (FAR). De acordo com o Chefe de Operações do Exército Ruandense, Dallaire não podia impedir o acesso às armas, uma vez que elas foram adquiridas antes do Acordo de Aruxa ser assinado. Além disso, esse chefe apresentou documentos que provaram o envio das armas por Israel, Bélgica, França, Reino Unido, Países Baixos e Egito.
Além da estranha entrega de armas, soldados do governo ruandense começaram a verificar cédulas de identidade e diferenciavam com um carimbo os hutus dos tutsis. Essas cédulas permitiriam que as tropas hutus identificassem suas vítimas com precisão mais tarde.
Na noite do dia 6 para 7 de abril de 1994, o então presidente de Ruanda Juvénal Habyarimana (hutu) e o presidente do Burundi, Cyprien Ntaryamira, foram assassinados quando o avião no qual viajavam foi atingido por um míssil.
A responsabilidade pelo crime ainda é incerta: por um lado, dizia-se na época que o avião foi abatido por ordem do líder da FPR, Paul Kagame. Outros, incluindo a FPR, acusavam militantes hutus de outros partidos de articular os assassinatos para provocar uma revolta anti-tutsi ao mesmo tempo em que tomavam o poder. Não há investigações confiáveis sobre o caso.
A partir das acusações mútuas, a violência já amenizada voltou a ser incentivada ética, social e politicamente. O conflito se tornou uma guerra civil quando extremistas hutus começaram a assassinar tutsis e hutus moderados (politicamente moderados ou simpatizantes dos tutsis) em território ruandense. Políticos hutus moderados recém-empossados não foram poupados.
Ainda no dia 7 de abril, Dallaire ordenou imediatamente um efetivo de dez soldados belgas protegessem a primeira-ministra do novo governo, Agathe Uwilingiyimana. No entanto, o comboio dos soldados foi interceptado pela Interahamwe, uma milícia hutu, e os soldados foram levados como reféns. A primeira-ministra e seu marido foram mortos; mais tarde, no mesmo dia, os corpos dos dez belgas foram encontrados.
Depois do assassinato de dez dos seus soldados, a Bélgica, maior fornecedor de tropas para a MIANUR, informou que iniciaria a retirada do seu efetivo do solo ruandense; ao mesmo tempo, a matança de tutsis e hutus moderados aumentava.
Ao perceber a ruína para a qual a situação se encaminharia nos dias seguintes, Dallaire solicitou o envio de apoio logístico e reforço de dois mil soldados para a MIANUR. Com um efetivo de aproximadamente quatro mil soldados bem equipados, ele acreditava que poderia parar com as mortes.
Entretanto, o Conselho de Segurança da ONU recusou a proposta, uma vez que o presidente americano Bill Clinton se negou a enviar apoio após a morte de vários soldados americanos em Mogadíscio, na Somália, um ano antes. Além de não fornecer apoio material, o Conselho ainda votou pela redução do efetivo da MIANUR, que, pela nova proposta, contaria com menos de 260 homens.
Com a retirada das tropas belgas, consideradas por Dallaire como seu melhor efetivo, o Comandante alocou seu contingente de soldados do Canadá, Gana, Tunísia e Bangladesh nas áreas urbanas e se concentrou em providenciar áreas seguras dentro de Kigali e nos arredores. Muitos dos esforços de Dallaire eram feitos para defender áreas onde ele sabia que tutsis se escondiam. A equipe de Dallaire - incluindo observadores desarmados da ONU - se utilizou muitas vezes das credenciais das Nações Unidas para salvar tutsis, interrompendo ataques da Interahamwe. As ações de Dallaire estão ligadas ao salvamento direto de aproximadamente vinte mil tutsis.
Na medida em que o massacre continuava e as intervenções da imprensa sobre o genocídio ruandês cresciam, o Conselho de Segurança da ONU voltou atrás e estabeleceu a MIANUR II, com um efetivo de 5500 homens, em resposta ao plano francês, que previa ocupar partes do país (a então chamada Operação Turquoise, que contaria com a presença de tropas francesas, inicialmente encontrou a oposição de Dallaire, uma vez que os franceses tinham um histórico de apoio aos hutus e às Forças Armadas Ruandesas (FAR)).
No início de julho, as tropas da FPR invadiram Kigali e os atos genocidas não paravam. Em agosto, os franceses entregaram sua parte do país para a FPR, o que deu o controle de toda a Ruanda a Paul Kagame, que até hoje é presidente de Ruanda, apesar de ser acusado de sufrágio universal e proibição de liberdade de imprensa e de expressão.
Conforme revelado nos testemunhos do Tribunal Penal Internacional para o Ruanda (TIC), o genocídio foi brutalmente eficiente: durou somente cem dias e levou à morte entre 800 mil e 1.171.000 tutsis e hutus moderados. Mais de dois milhões de pessoas (principalmente hutus) foram desalojadas dentro do país ou procuraram abrigo nas nações vizinhas.
Após o "fracasso" na Ruanda, Dallaire voltou ao Canadá e se aposentou das Forças Armadas com a patente de tenente-general por motivos médicos no dia 22 de abril de 2000, ao apresentar um quadro crônico de stress pós-traumático.
Culpava-se pelo fracasso da missão e entrou em depressão. No dia 20 de junho de 2000, foi encaminhado às pressas para um hospital após ser encontrado desacordado em Hull, no Québec. Estava intoxicado com a reação dos medicamentos anti-depressivos e o álcool, mistura que quase o levou ao coma.
O genocídio só terminou quando a FPR tomou o controle de Ruanda, em 18 de julho de 1994. Apesar disso, a recriminação, retribuição e perseguição criminal dos envolvidos continua até hoje. E a repercussão dos boinas azuis (soldados da força de paz da ONU) foi muito grande na época.